# Catherine d’Alençon

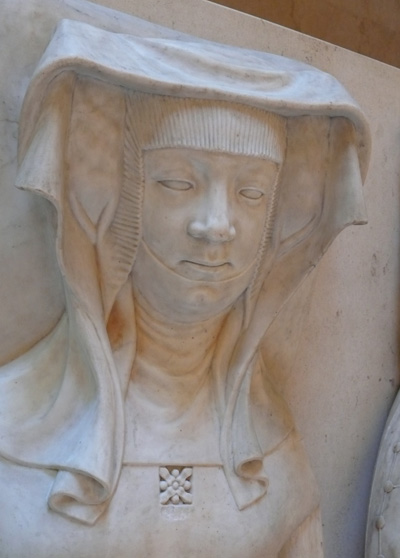
Grabtumba der Catherine d’Alençon im Louvre (Detail)

Catherine d’Alençon (* vor 1396; † 25. Juni 1462 in Paris), die jüngste Tochter des Grafen Pierre d’Alençon, war seit 1413 die zweite Ehefrau Herzog Ludwigs VII. von Bayern-Ingolstadt. Sie diente Ludwigs Schwester, der französischen Königin Isabeau, als Hofdame.

## Leben
Catherine wurde vor 1396 als Tochter des Grafen Pierre d’Alençon († 1404) und seiner Frau Marie de Chamaillard († 1425) geboren. Sie entstammte damit einer Seitenlinie des französischen Königshauses der Valois, dem Haus Valois-Alençon. Ihr Bruder Jean wurde 1414 zum Herzog erhoben und fiel am 25. Oktober 1415 in der Schlacht von Azincourt gegen die Engländer. Catherine heiratete im April 1411 den 30 Jahre älteren Peter von Navarra, Graf von Mortain, den Bruder des Königs von Navarra, der nach nur einem Jahr Ehe starb und seiner jungen Witwe die Grafschaft Mortain in der Normandie vermachte.
Noch vor Ablauf des Trauerjahres begannen die Vorbereitung für ihre zweite Eheschließung mit dem ebenfalls deutlich älteren Ludwig von Bayern-Ingolstadt, dem Bruder der Königin Isabeau. Die Hochzeit musste jedoch verschoben werden, als Catherines zukünftiger Ehemann von Aufständischen gefangen genommen wurde. Sie konnte erst nach seiner Freilassung Anfang Oktober 1413 stattfinden. Catherines Mitgift umfasste neben 60.000 Francs auch die Grafschaft Mortain, mit der die Würde eines Pairs von Frankreich verbunden war. 1414 gebar sie einen Sohn, der den Namen Jean erhielt und bereits im Kleinkindalter starb.
Anfang 1415 reiste Ludwig als Leiter der französischen Gesandtschaft zum Konzil von Konstanz und kehrte danach nach Bayern zurück, um dort die Nachfolge seines Vaters Stephan als Herzog von Bayern-Ingolstadt anzutreten. Catherine sah ihren Ehemann, der zeitlebens den Titel eines Grafen von Mortain führte, nie mehr wieder. Ludwig überließ es Johann Ohnefurcht, dem Herzog von Burgund, seine Ehefrau zu befreien, als diese im Bürgerkrieg der Armagnacs und Bourguignons 1417 von Bernard d’Armagnac gefangen genommen wurde, und kümmerte sich auch nicht um ihre finanzielle Versorgung.
Catherine verlor ihre sämtlichen Einkünfte, als die Engländer unter König Heinrich V. die Grafschaft Mortain und ihre Erbgüter in der Normandie besetzten. Auch kostbares Geschirr, Urkunden und Rechnungsbücher fielen einem englischen Überfall zum Opfer. Hilfe kam schließlich nicht von ihrem Ehemann, sondern vom englischen König, der ihr nach der Einigung mit dem französischen König im Vertrag von Troyes 2000 Francs pro Jahr als Entschädigung für ihre Verluste zusprach. 1421 reiste Catherine sogar nach England, um der Ehefrau des Königs, die ebenfalls Catherine hieß und eine Tochter des französischen Königspaars war, bei der Geburt ihres ersten Kindes Heinrich VI. beizustehen.
Catherine d’Alençon blieb bis zu Isabeaus Tod im Jahr 1435 Teil des Hofstaats der Königin, die politisch unter dem neuen König Karl VII. keine Rolle mehr spielte. Geld von Ludwig von Bayern-Ingolstadt erhielt sie auch nicht, nachdem sie 1424 König Sigismund um Hilfe gebeten hatte. Nachdem sie nach deren Vertreibung aus Paris 1436 von den Engländern ebenfalls keine Zahlungen mehr erhalten hatte, lebte sie von ihrer Pension, die wohl zwischen 300 und 500 Francs betrug. Catherine starb 1462 in Paris und wurde in der Abtei Sainte-Geneviève beigesetzt, wo man ihrer noch im 18. Jahrhundert gedachte. Ihr zweiter Ehemann hatte sie bereits 1429 als Verstorbene in seine Seelgerätstiftung aufgenommen. Die Doppelgrabtumba, in der sie neben ihrem ersten Gatten bestattet hätte werden sollen, steht heute im Louvre.